# Coiffaitarctia steniptera
Coiffaitarctia steniptera är en fjärilsart som beskrevs av George Francis Hampson 1905. Coiffaitarctia steniptera ingår i släktet Coiffaitarctia och familjen björnspinnare. Inga underarter finns listade i Catalogue of Life.